# Long An, Châu Thành (Tiền Giang)
Long An là một xã thuộc huyện Châu Thành, tỉnh Tiền Giang, Việt Nam.
Xã có diện tích 5,92 km², dân số năm 2009 là 8.921 người, mật độ dân số đạt 1.507 người/km².